# Князь Потёмкин-Таврический (броненосец)
«Князь Потёмкин-Таврический» — броненосец российского Черноморского флота. Назван в честь Г. А. Потёмкина.

## История постройки
Заложен 28 сентября 1898 года на стапеле Николаевского адмиралтейства в городе Николаеве. Разработку проекта, а впоследствии руководство строительством, осуществлял корабельный инженер севастопольского военного порта А. Э. Шотт.
Строился по прототипу эскадренного броненосца «Три святителя», переработанному проекту броненосцев типа «Пересвет», схема бронирования подобна английскому броненосцу «Маджестик».
На броненосце впервые использовали централизованное управление артиллерийским огнём — из центрального поста, расположенного в боевой рубке. Стал первым кораблём Российского флота с котлами для жидкого топлива.
26 сентября 1900 года броненосец «Князь Потёмкин-Таврический» был спущен на воду, а 20 июня 1902 года совершил переход в Севастополь — для достройки и вооружения. Первоначальный срок ввода в строй был сорван пожаром, вспыхнувшим 20 декабря 1903 г. в котельном отделении и нанесшим серьезный ущерб. Расследование причин выявило ряд конструктивных и технологических изъянов котлов, что потребовало замены их на котлы под твёрдое топливо. Во время испытаний артиллерии главного калибра обнаружились раковины в броне башен. Их тоже пришлось заменять новыми.

## Конструкция

### Корпус

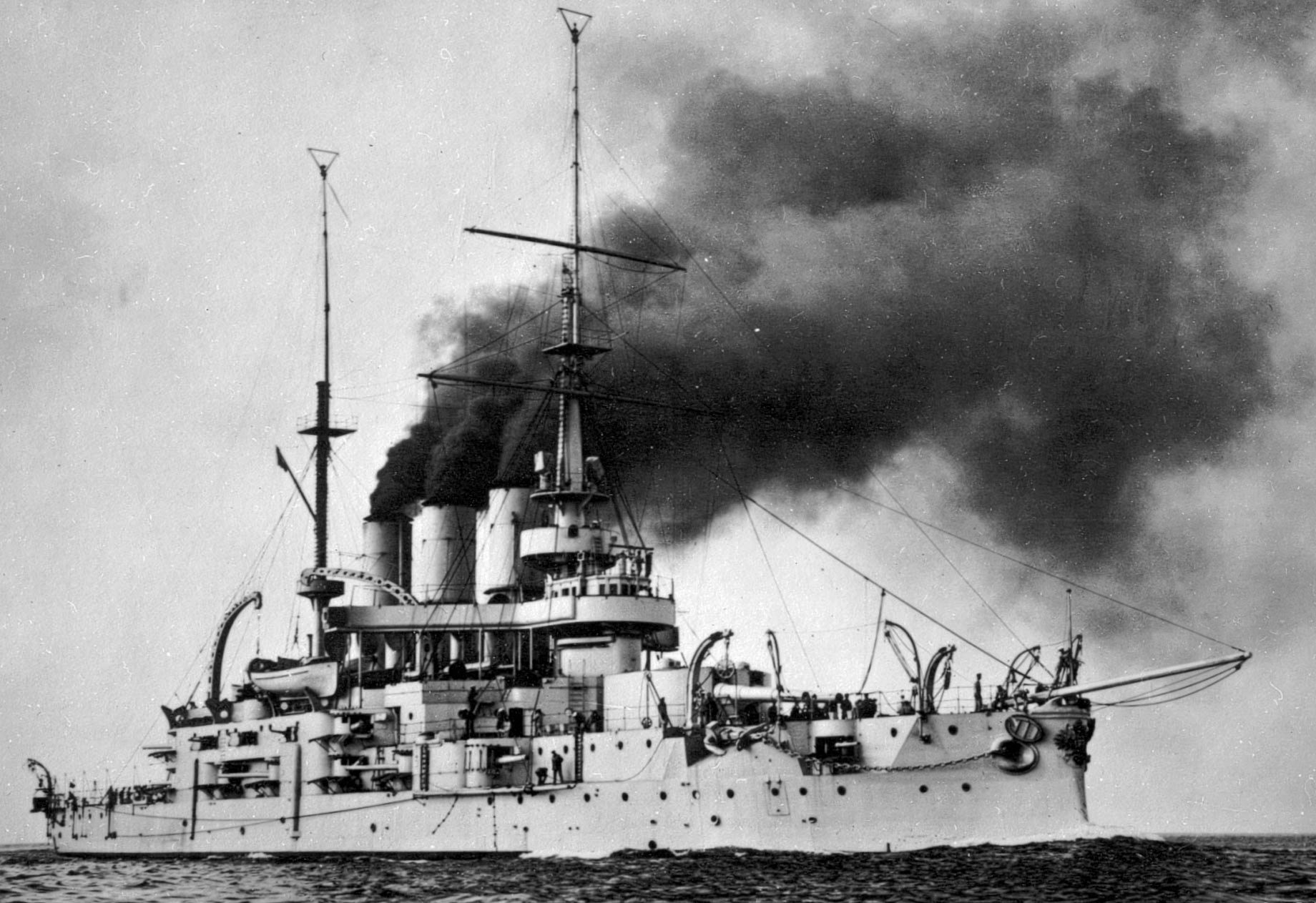
Броненосец «Пантелеимон», бывший «Князь Потёмкин-Таврический» в 1906 году

Проектное водоизмещение корабля составило 12 480 тонн, фактическое 12 900 тонн. Длина корпуса — 115,4 м, ширина — 22,2 м, осадка 8,4 м.

### Силовая установка
Энергетическая установка — три группы паровых котлов (две из них — 14 котлов работали на жидком топливе и одна — из 8 котлов — на угольном), приводивших в действие две вертикальные паровые машины тройного расширения суммарной мощностью 10 600 л. с. Скорость полного хода корабля — 16,7 узла. Гребные валы располагались симметрично и были оснащены винтами диаметром 4,2 метра с частотой вращения 82 об/мин. Полный запас топлива — 950 тонн, усиленный — 1100 тонн (на уголь приходилось 340 тонн). Дальность плавания экономичным 10-узловым ходом — 3600 миль. Корабельные запасы воды — 14 суток, запасы провизии — 60 суток.

### Вооружение
Главный калибр — четыре 305-мм орудия со стволами длиной 40 калибров, установленных в двух башнях. Масса одного орудия — 43 тонны, скорострельность — 0,75 выстрела в минуту, начальная скорость снаряда — 792,5 м/с, масса снаряда — 331,7 кг. Угол вертикальной наводки был сделан больше, чем на балтийских броненосцах: —5°…+35°. Боекомплект одного орудия составлял: 18 бронебойных, 18 фугасных, 4 сегментных, 18 чугунных, 2 картечных снаряда.
Средний калибр — шестнадцать 152-мм орудий длиной ствола 45 калибров, массой 5 тонн. Скорострельность — 4 выстрела в минуту, начальная скорость снаряда — 792 м/с.

## Экипаж
К формированию экипажа броненосца приступили одновременно с его закладкой. Для этого был создан 36-й флотский экипаж. На момент вступления в строй в мае 1905 года экипаж состоял из 731 человека, в том числе 26 офицеров.

## Восстание на броненосце

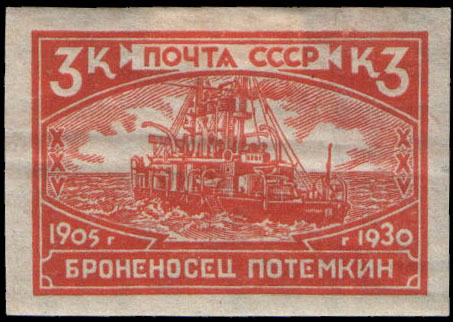
Почтовая марка СССР, 1930 г.

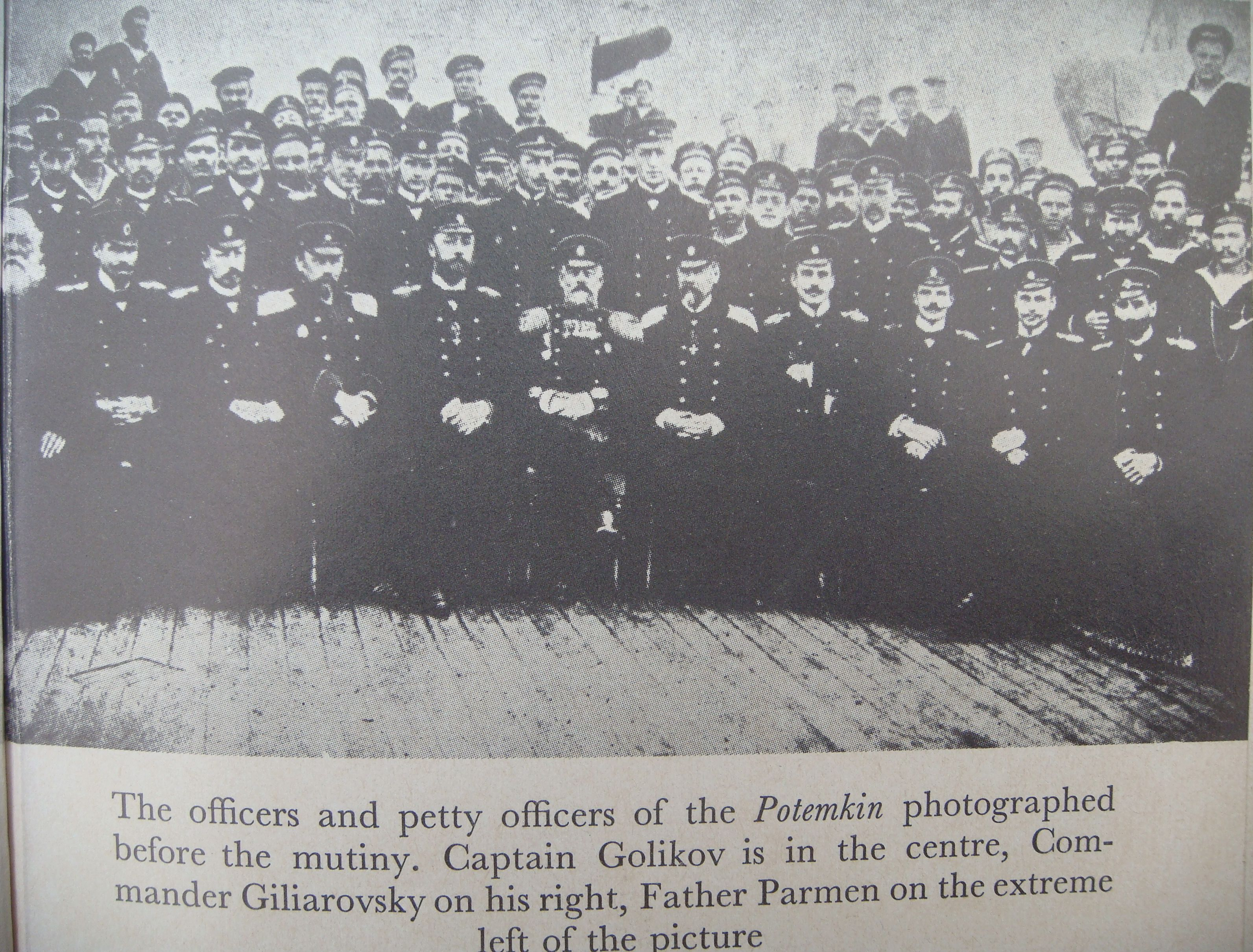
Офицеры и унтер-офицеры броненосца. Фотография сделана незадолго до восстания

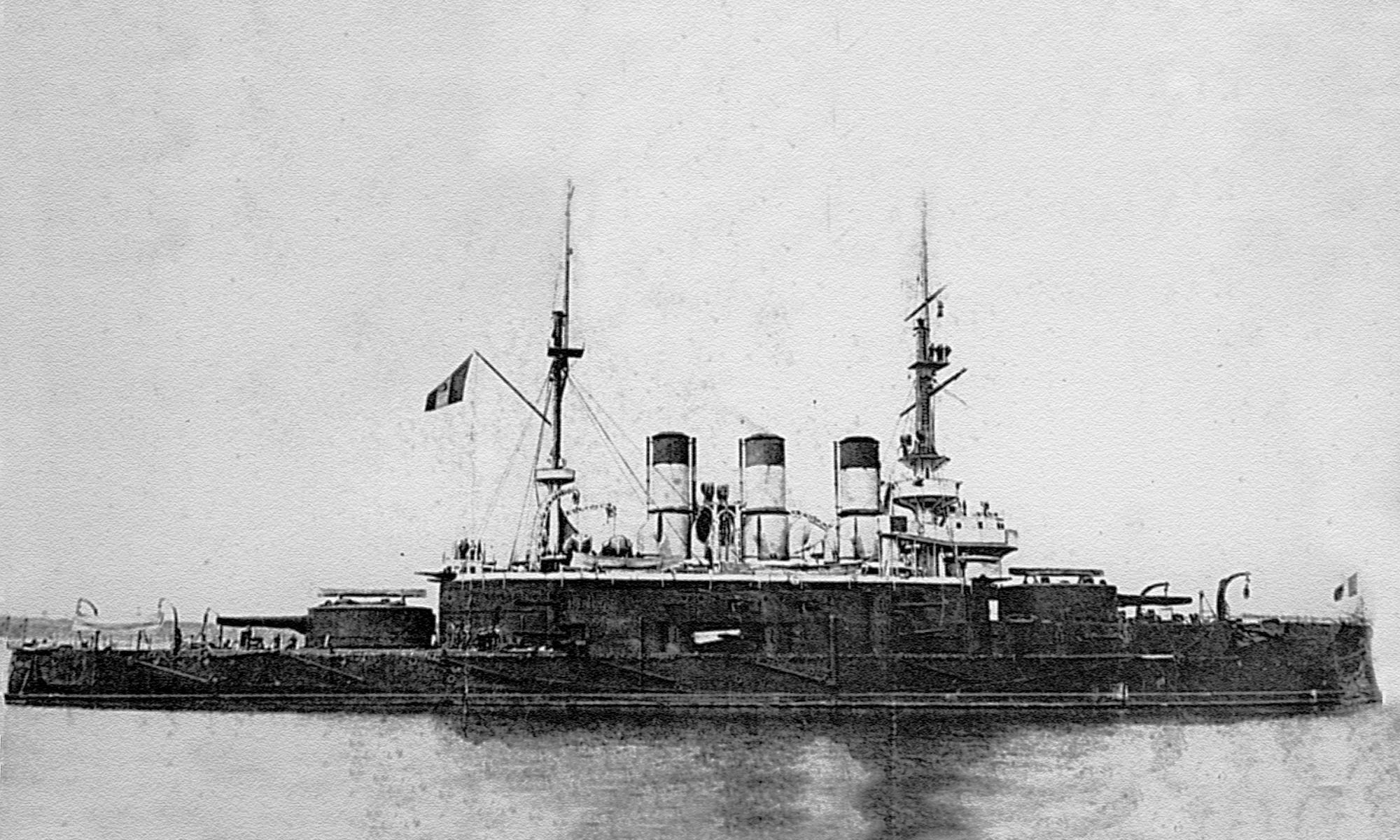
Броненосец в Констанце в 1905 году

В июне 1905 г. на броненосце, находившемся на рейде недалеко от Одессы, произошло восстание матросов. Поводом для восстания стал приказ старшего офицера корабля о расстреле матросов, отказавшихся есть борщ из протухшего мяса. Возмущенные матросы подняли оружие на офицеров. Семь человек были убиты на месте. Затем скорый суд приговорил к смерти командира и корабельного врача. Подавляющее большинство кораблей Черноморской эскадры не поддержали мятежный экипаж. Броненосец был блокирован, но сумел прорваться в открытое море. Не имея запасов угля и продовольствия, экипаж корабля был вынужден принять решение уйти к румынским берегам и сдаться властям Румынии.

## Дальнейшая служба

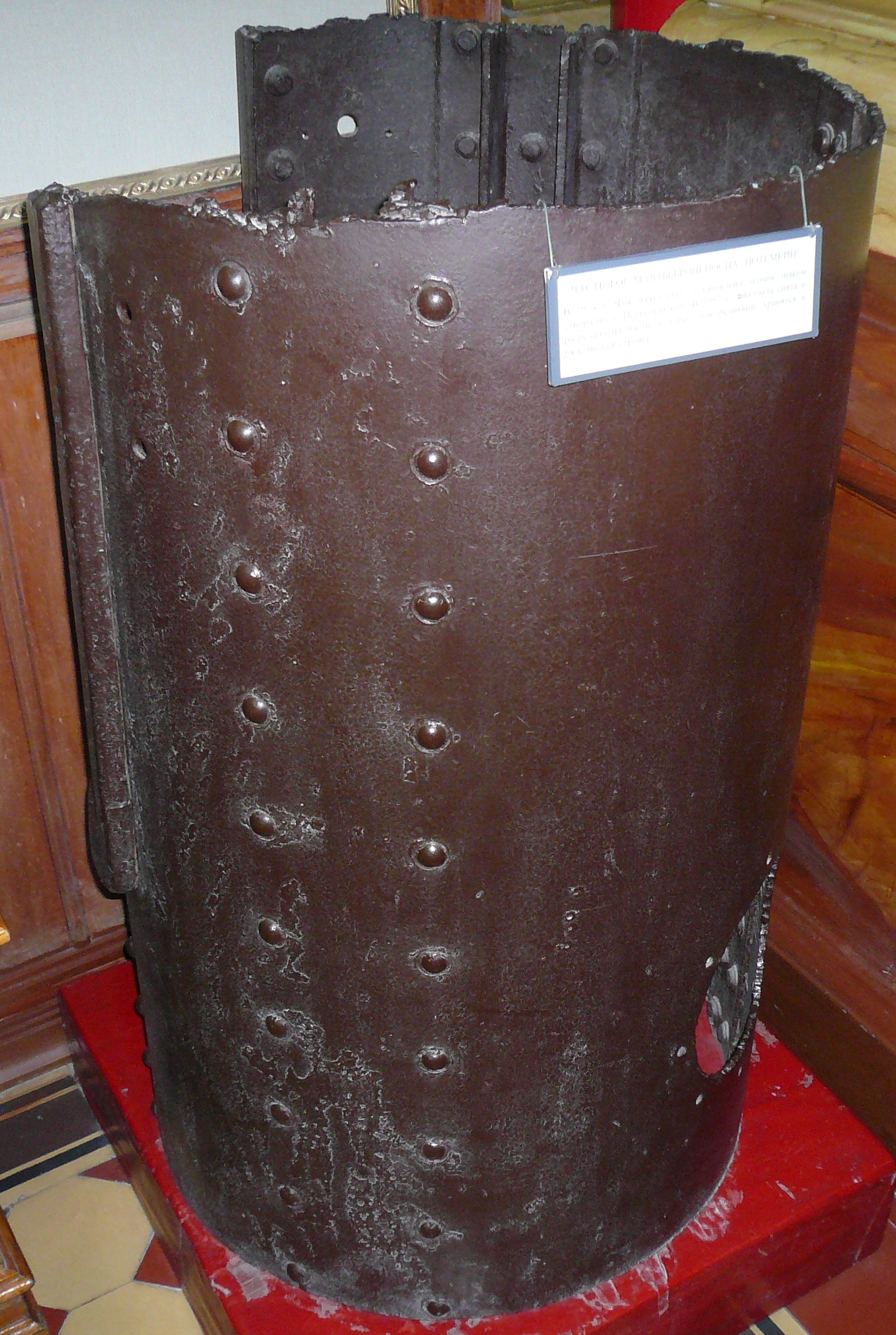
Часть фок-мачты броненосца «Потёмкин» в музее Черноморского флота в Севастополе. В 1924 году фок-мачта была установлена задним знаком створа на острове Первомайский. В 1957 году она была снята и разрезана на части, которые, как реликвии, хранились в ряде музеев бывшего СССР

После восстания броненосец был 6 октября 1905 года переименован в «Пантелеймон». В ноябре 1905 года команда корабля присоединилась к восставшему крейсеру «Очаков». Так как броненосец был разоружён, активного участия в восстании он не принимал. В 1905 году передан в Практическую эскадру Черноморского флота (в октябре 1906 года переименована в Отдельный практический отряд Чёрного моря). После раскрытия подпольной организации на флоте, готовившей новое восстание, на «Пантелеймоне» за причастность к ней в 1907 году было арестовано 8 матросов. В 1907 году переведён в класс линейных кораблей. В эти годы на корабле под руководством контр-адмирала Г. Ф. Цывинского отрабатывались новые методы артиллерийской стрельбы и исправлялись неточные таблицы стрельбы. В 1910 году прошёл капитальный ремонт в Севастополе. Во время визита в Румынию 19 сентября 1911 года вместе с линкором «Евстафий» сел на мель при выходе из порта Констанца, получил значительную деформацию днища, для исправления которой потребовался доковый ремонт. В 1912 году была раскрыта подготовка нового восстания на Черноморском флоте и арестовано свыше 500 человек, из них 67 на «Пантелеймоне». 9 августа 1913 года корабль посетил император Николай II.
Участвовал в Первой мировой войне, действуя в составе Бригады линейных кораблей флота. Выполнил десятки боевых походов с различными задачами: поиск кораблей противника, прикрытие минных постановок, артиллерийские обстрелы побережья и другие. 5 ноября 1914 года принимал участие в бою у мыса Сарыч (безуспешно) и 10 мая 1915 года — в бою у пролива Босфор, в котором добился удачного попадания в «Гебен». В декабре 1914 года дважды обнаруживал в море и преследовал турецкий крейсер «Бреслау». В марте-апреле 1915 года трижды участвовал в обстрелах турецких укреплений у входа в пролив Босфор, в октябре 1915 дважды участвовал в бомбардировках болгарского порта Варна, неоднократно обстреливал важнейший турецкий угольный порт Зонгулдак, В январе-апреле 1916 года активно участвовал в Трапезундской операции.
После Февральской революции в конце марта 1917 года кораблю было возвращено наименование «Князь Потёмкин-Таврический» (при этом титул князь из наименования исчез), но команда корабля этого решения не приняла, на серии митингов выступила против и потребовала нового, революционного названия. Только 28 апреля 1917 года корабль получил новое наименование «Борец за свободу», о котором объявил Керенский во время посещения корабля 18 мая (до этого явочным порядком корабль продолжал оставаться «Пантелеймоном».
В январе-июне 1917 года на корабле производилось перевооружение, с июля он возобновил боевую работу, совершив несколько выходов в море; впрочем, они носили более учебный характер. Из последнего похода он вернулся за два дня до Октябрьской революции.
29 декабря 1917 года вошёл в состав Красного Черноморского флота, из-за массового дезертирства и анархии на флоте утратив боеспособность. С марта 1918 года находился в Севастопольском военном порту на хранении, где 1 мая 1918 года был захвачен германскими оккупантами, а 24 ноября 1918 года англо-французскими интервентами и 22-24 апреля 1919 года по приказу английского командования взорван и выведен из строя. 29 апреля 1919 года был захвачен частями Украинского фронта РККА, а 24 июня 1919 года — белогвардейцами. После захвата 15 ноября 1920 года Севастополя частями РККА в строй не вводился, в 1923 году сдан Комгосфонду для демонтажа и разделки на металл. В 1924 году был разобран и 21 ноября 1925 года исключён из списков судов РККФ. В настоящее время одна из мачт броненосца используется в Крыму как основа для одного из маяков.
В 1972 году в СССР были выпущены почтовая марка и карточка для картмаксимума с изображением броненосца.

## Командиры броненосца
- 05.01.1898 — хх.хх.1899 — капитан 1-го ранга Дьяченков, Валентин Елисеевич
- 25.03.1899 — хх.хх.1901 — капитан 1-го ранга Баль, Митрофан Яковлевич
- хх.хх.1901 — 06.12.1903 — капитан 1-го ранга Тихменёв, Иван Петрович
- 06.12.1903 — 14.06.1905 — капитан 1-го ранга Голиков, Евгений Николаевич

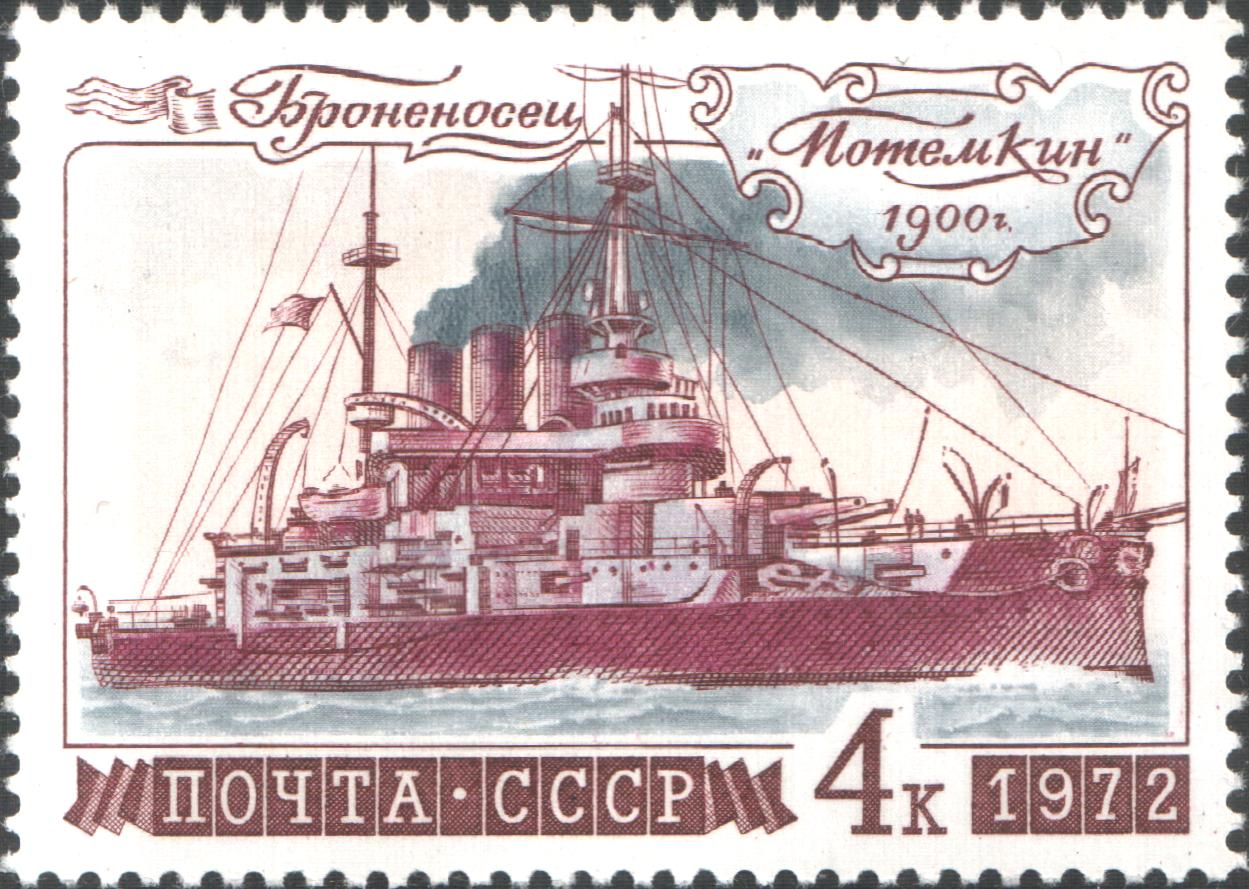
Марка СССР

- Марка СССРИюнь 1905 — судовой комитет, командир прапорщик запаса Алексеев Д. П.
- Июль 1905 — Врид лейтенант Янович, Андрей Александрович
- 1905—1906 — капитан 1-го ранга Матюхин, Николай Ефимович
- 16.01.1906 — хх.хх.1906 — капитан 1-го ранга Эбергард, Андрей Августович
- 1906—1909 — капитан 2-го ранга (с 22.04.1907 капитан 1-го ранга) Акимов, Сергей Николаевич
- 1909—1911 — капитан 1-го ранга Данилевский, Александр Александрович
- 24.01.1911 — хх.хх.1911 — капитан 1-го ранга Трегубов, Аполлон Викторович
- 07.12.1911 — хх.хх.1912 — капитан 1-го ранга Ненюков, Дмитрий Всеволодович
- 15.05.1912 — хх.хх.1916 — капитан 1-го ранга Каськов, Митрофан Иванович
- 15.02.1916 — хх.хх.1916 — капитан 1-го ранга Молас, Эммануил Сальвадорович
- 1916—1917 — капитан 1-го ранга Ульянов, Владимир Фёдорович
- 1917—1918 — капитан 1-го ранга Лебединский, Алексей Ильич
- Февраль 1918 — прапорщик Лунёв, Александр Георгиевич (председатель судового комитета)